# Michel-Jean Cazabon
Pour les articles homonymes, voir Cazabon.
Michel-Jean Cazabon (20 septembre 1813 - 20 novembre 1888) est un peintre trinidadien considéré comme le plus important du XIXe siècle.

## Biographie
Michel-Jean Cazabon est né à Corinth Estate, à proximité de San Fernando sur l'île de Trinité. Il est le plus jeune des quatre enfants de François Cazabon, un libre de couleur venu de Martinique pour s'installer à Trinité en 1783.
En 1826, il part en Angleterre pour faire ses études au St. Edmund's College à Ware avant de revenir à Trinité quatre ans plus tard. En 1837, il part pour Paris avec le projet d'étudier la médecine, mais abandonne finalement ces études pour étudier la peinture sous la direction de Paul Delaroche. La fortune de ses parents lui permet de vivre sans gagner d'argent avec sa peinture pendant de nombreuses années. Il fait alors un Grand Tour en France et en Italie et expose ensuite ses premiers travaux en 1839 au Salon du Louvre. Il y expose ensuite régulièrement de 1843 à 1847. En 1843, il épouse Rosalie Trolard avec qui il eut trois enfants. Après un séjour à Trinité en 1845, il publie en 1851 à Paris une série de dix-huit lithographies : Views of Trinidad, 1851.
En 1852, il fait son retour définitif à Trinité avec sa famille. Il devient un peintre coté dans la bonne société trinidadienne, donne aussi des cours de peinture et réalise des illustrations pour la presse britannique. En 1857, il publie une seconde série de dix-huit lithographies sur Trinité : Album of Trinidad. En 1860, il publie un album de lithographies avec le photographe Hartmann et participe la même année à l'Album martiniquais publié par ce dernier et le lithographiste Eugène Cicéri.
En 1862, il s'installe avec sa famille à Saint-Pierre de la Martinique, espérant trouver dans la ville, alors appelée le « Petit Paris », l'atmosphère intellectuelle et mondaine dont Trinité lui semblait manqué et qui lui permettrait d'être reconnu comme un véritable artiste. Il retourne en 1870 à Trinité sans avoir obtenu cette reconnaissance et essaye de retrouver son ancien statut social. À la suite de l'impossibilité d'être reconnu comme un véritable artiste, il sombre peu à peu dans l'alcool et meurt en 1888 d'une attaque cardiaque. Il ne cessa cependant de peindre jusqu'à la fin de sa vie.